# Cove City (Carolina del Norte)
Cove City es un pueblo ubicado en el condado de Craven en el estado estadounidense de Carolina del Norte. La localidad en el año 2000, tenía una población de 412 habitantes en una superficie de 1.6 km², con una densidad poblacional de 262.5 personas por km².

## Geografía
Cove City se encuentra ubicado en las coordenadas 35°11′15″N 77°19′17″O / 35.18750, -77.32139. Según la Oficina del Censo, la localidad tiene un área total de 1,6 km² (0,6 mi²), de la cual 1,6 km² (0,6 mi²) es tierra y 0 km² (0 mi²) (0.0%) es agua.

### Localidades adyacentes
El siguiente diagrama muestra a las localidades en un radio de 24 kilómetros (14,9 mi) de Cove City.

## Demografía
En el 2000 la renta per cápita promedia del hogar era de $26.875, y el ingreso promedio para una familia era de $33.438. El ingreso per cápita para la localidad era de $13.893. En 2000 los hombres tenían un ingreso per cápita de $26.042 contra $21.250 para las mujeres. Alrededor del 14% de la población estaba bajo el umbral de pobreza nacional.